# Saison 1927-1928 des Rangers de New York
Autres saisons
La saison 1927-1928 est la deuxième saison de hockey sur glace jouée par les Rangers de New York dans la Ligue nationale de hockey.

## Saison régulière

### Contexte de la saison
Après la première saison de leur histoire réussie, les Rangers entament la deuxième avec une équipe peu remaniée. Stan Brown, Reg Mackey et Ollie Reinikka ne font plus partie de l'effectif alors qu'Alex Gray nouvelle recrue, Frank Callighen des Indians de Springfield, équipe de la Ligue américaine de hockey, et Laurie Scott en provenance des Americans l'intègrent.
Les Rangers débutent bien la saison avec trois victoires en trois matchs et s'installent en tête de leur division. Toujours premiers après 10 matchs joués le 10 décembre, ils perdent pour la première fois la tête le lendemain au profit des Bruins de Boston. Fin janvier, ils sont toujours en lutte pour le titre de champion de division mais la suite de la saison des Bruins est meilleure que celle des Rangers et ils terminent à la deuxième place, quatre points derrière Boston et un devant les Pirates de Pittsburgh.

### Classement
| Clt   | Équipe                 | PJ | V  | D  | N  | BP | BC  | Pts |
| ----- | ---------------------- | -- | -- | -- | -- | -- | --- | --- |
| +001, | Bruins de Boston       | 44 | 20 | 13 | 11 | 77 | 70  | 51  |
| +002, | Rangers de New York    | 44 | 19 | 16 | 9  | 94 | 79  | 47  |
| +003, | Pirates de Pittsburgh  | 44 | 19 | 17 | 8  | 67 | 76  | 46  |
| +004, | Cougars de Détroit     | 44 | 19 | 19 | 6  | 79 | 44  | 44  |
| +005, | Black Hawks de Chicago | 44 | 7  | 34 | 3  | 68 | 134 | 17  |

- En italique : qualifiés pour les séries

### Match après match
Ce tableau reprend les résultats de l'équipe au cours de la saison, les buts marqués par les Rangers étant inscrits en premier.
| No | Date         | Résultat  | Adversaire             | Lieu       | Score | Bilan ( V - D - N ) | Pts |
| -- | ------------ | --------- | ---------------------- | ---------- | ----- | ------------------- | --- |
| 1  | 15 novembre  | victoire  | Maple Leafs de Toronto | Toronto    | 4-2   | (1-0-0)             | 2   |
| 2  | 17 novembre  | victoire  | Sénateurs d'Ottawa     | New York   | 3-2   | (2-0-0)             | 4   |
| 3  | 20 novembre  | victoire  | Americans de New York  | New York   | 2-1   | (3-0-0)             | 6   |
| 4  | 22 novembre  | défaite   | Maroons de Montréal    | New York   | 3-4   | (3-1-0)             | 6   |
| 5  | 27 novembre  | match nul | Bruins de Boston       | New York   | 1-1   | (3-1-1)             | 7   |
| 6  | 29 novembre  | victoire  | Sénateurs d'Ottawa     | Ottawa     | 2-1   | (4-1-1)             | 9   |
| 7  | 1er décembre | match nul | Maroons de Montréal    | Montréal   | 1-1   | (4-1-2)             | 10  |
| 8  | 3 décembre   | défaite   | Black Hawks de Chicago | Chicago    | 2-4   | (4-2-2)             | 10  |
| 9  | 4 décembre   | victoire  | Cougars de Détroit     | Détroit    | 3-1   | (5-2-2)             | 12  |
| 10 | 6 décembre   | match nul | Pirates de Pittsburgh  | Pittsburgh | 2-2   | (5-2-3)             | 13  |
| 11 | 11 décembre  | défaite   | Canadiens de Montréal  | New York   | 0-2   | (5-3-3)             | 13  |
| 12 | 13 décembre  | victoire  | Bruins de Boston       | Boston     | 3-2   | (6-3-3)             | 15  |
| 13 | 15 décembre  | défaite   | Cougars de Détroit     | New York   | 1-2   | (6-4-3)             | 15  |
| 14 | 20 décembre  | victoire  | Pirates de Pittsburgh  | New York   | 2-0   | (7-4-3)             | 17  |
| 15 | 25 décembre  | victoire  | Black Hawks de Chicago | New York   | 2-0   | (8-4-3)             | 19  |
| 16 | 27 décembre  | défaite   | Bruins de Boston       | Boston     | 0-2   | (8-5-3)             | 19  |
| 17 | 29 décembre  | match nul | Americans de New York  | New York   | 3-3   | (8-5-4)             | 20  |
| 18 | 31 décembre  | défaite   | Canadiens de Montréal  | Montréal   | 0-1   | (8-6-4)             | 20  |
| 19 | 3 janvier    | défaite   | Cougars de Détroit     | New York   | 2-4   | (8-7-4)             | 20  |
| 20 | 8 janvier    | victoire  | Black Hawks de Chicago | New York   | 5-0   | (9-7-4)             | 22  |
| 21 | 12 janvier   | match nul | Bruins de Boston       | New York   | 2-2   | (9-7-5)             | 23  |
| 22 | 14 janvier   | défaite   | Maple Leafs de Toronto | Toronto    | 1-6   | (9-8-5)             | 23  |
| 23 | 15 janvier   | victoire  | Cougars de Détroit     | Détroit    | 2-1   | (10-8-5)            | 25  |
| 24 | 17 janvier   | défaite   | Maple Leafs de Toronto | New York   | 1-2   | (10-9-5)            | 25  |
| 25 | 22 janvier   | victoire  | Pirates de Pittsburgh  | New York   | 4-1   | (11-9-5)            | 27  |
| 26 | 26 janvier   | victoire  | Cougars de Détroit     | New York   | 3-0   | (12-9-5)            | 29  |
| 27 | 29 janvier   | victoire  | Americans de New York  | New York   | 7-0   | (13-9-5)            | 31  |
| 28 | 31 janvier   | victoire  | Maroons de Montréal    | New York   | 3-1   | (14-9-5)            | 33  |
| 29 | 4 février    | défaite   | Pirates de Pittsburgh  | Pittsburgh | 2-4   | (14-10-5)           | 33  |
| 30 | 7 février    | match nul | Sénateurs d'Ottawa     | New York   | 0-0   | (14-10-6)           | 34  |
| 31 | 9 février    | match nul | Sénateurs d'Ottawa     | Ottawa     | 0-0   | (14-10-7)           | 35  |
| 32 | 12 février   | défaite   | Black Hawks de Chicago | New York   | 0-3   | (14-11-7)           | 35  |
| 33 | 19 février   | défaite   | Bruins de Boston       | New York   | 0-2   | (14-12-7)           | 35  |
| 34 | 23 février   | victoire  | Pirates de Pittsburgh  | New York   | 3-0   | (15-12-7)           | 37  |
| 35 | 25 février   | victoire  | Black Hawks de Chicago | Chicago    | 1-0   | (16-12-7)           | 39  |
| 36 | 26 février   | match nul | Cougars de Détroit     | Détroit    | 0-0   | (16-12-8)           | 40  |
| 37 | 28 février   | victoire  | Maple Leafs de Toronto | New York   | 1-0   | (17-12-8)           | 42  |
| 38 | 6 mars       | défaite   | Maroons de Montréal    | Montréal   | 1-3   | (17-13-8)           | 42  |
| 39 | 8 mars       | défaite   | Canadiens de Montréal  | Montréal   | 3-4   | (17-14-8)           | 42  |
| 40 | 10 mars      | match nul | Bruins de Boston       | Boston     | 3-3   | (17-14-9)           | 43  |
| 41 | 13 mars      | défaite   | Canadiens de Montréal  | New York   | 1-4   | (17-15-9)           | 43  |
| 42 | 18 mars      | victoire  | Americans de New York  | New York   | 7-3   | (18-15-9)           | 45  |
| 43 | 21 mars      | victoire  | Black Hawks de Chicago | Chicago    | 6-1   | (19-15-9)           | 47  |
| 44 | 24 mars      | défaite   | Pirates de Pittsburgh  | Pittsburgh | 2-4   | (19-16-9)           | 47  |

### Classement des joueurs
| Joueur          | Poste  | PJ | B  | A  | Pts | Pun | Commentaire |
| --------------- | ------ | -- | -- | -- | --- | --- | ----------- |
| Frank Boucher   | C      | 44 | 23 | 12 | 35  | 15  |             |
| Bun Cook        | AG     | 44 | 14 | 14 | 28  | 45  |             |
| Bill Cook       | AD     | 43 | 18 | 6  | 24  | 42  | Capitaine   |
| Ching Johnson   | D      | 42 | 10 | 6  | 16  | 146 |             |
| Murray Murdoch  | AG     | 44 | 7  | 3  | 10  | 14  |             |
| Paul Thompson   | AG     | 42 | 4  | 4  | 8   | 22  |             |
| Leo Bourgeault  | D      | 37 | 7  | 0  | 7   | 72  |             |
| Alex Gray       | AD     | 43 | 7  | 0  | 7   | 30  |             |
| Billy Boyd      | AD     | 43 | 4  | 0  | 4   | 11  |             |
| Taffy Abel      | D      | 23 | 0  | 1  | 1   | 28  |             |
| Laurie Scott    | AG / C | 23 | 0  | 1  | 1   | 6   |             |
| Frank Callighen | D      | 36 | 0  | 0  | 0   | 32  |             |

| Joueur       | PJ | V  | D  | N | Min   | BC | BL | M    |
| ------------ | -- | -- | -- | - | ----- | -- | -- | ---- |
| Lorne Chabot | 44 | 19 | 16 | 9 | 2 730 | 79 | 11 | 1,74 |

## Séries éliminatoires
Lors des deux premières rondes, les équipes se rencontrent deux fois, la qualification se jouant au nombre de buts marqués. La finale se joue au meilleur des cinq matchs.
La première équipe de chaque division est directement qualifiée pour les demi-finales alors que les Rangers doivent jouer un tour préliminaire contre le troisième de leur division, les Pirates de Pittsburgh. Les Rangers remportent la première rencontre 4-0 avant de s'incliner 4-2 deux jours plus tard mais ils se qualifient ainsi 6-4 sur l'ensemble des deux matchs. Ils retrouvent ensuite les Bruins contre lesquels ils font match nul 1-1 à New York avant de remporter la rencontre suivante 4-1 à Boston et atteindre la finale de la Coupe Stanley où ils rencontrent les Maroons de Montréal.
En raison de la présence d'un cirque au Madison Square Garden, tous les matchs de la série se jouent dans le Forum de Montréal. Le premier match est remporté par les Maroons sur le score de 2 à 0 avec des buts de Mervyn « Red » Dutton et Merlyn « Bill » Phillips et un blanchissage de Clint Benedict.
Au cours du deuxième match, alors que le score est encore vierge, Nels Stewart des Maroons effectue un tir et le palet frappe directement l'œil du gardien des Rangers, Lorne Chabot. Il est immédiatement conduit à l'hôpital et les Rangers se retrouvent alors sans gardien, les équipes de la LNH ne disposant pas systématiquement de remplaçant à ce poste lors des matchs. À l'époque, les règles de la LNH accordent dix minutes aux équipes dont un gardien est blessé pour le soigner ou pour trouver une solution de remplacement. Alex Connell, gardien d'Ottawa, et Hugh McCormick des Panthers de London présents dans les tribunes se proposent tous les deux pour remplacer Chabot au pied levé. Frank Calder, président de la LNH, demande aux dirigeants des deux équipes de se réunir avec lui dans un bureau du Forum pour trouver une solution. James Strachan, dirigeant de Montréal, refuse les différentes solutions proposées en n'acceptant pas de joueur étranger à l'équipe des Rangers. Il argue que les blessures de gardiens deviennent de plus en plus courantes et que son équipe emploie James « Flat » Walsh depuis deux saisons en tant que gardien remplaçant et qu'il lui coûte 9 000 dollars pour un match par saison. Il ajoute également que ses joueurs sont là pour gagner la Coupe Stanley et que permettre à Connell, le meilleur gardien de la saison régulière, de jouer pour les Rangers n'est sûrement pas la meilleure des solutions.
La décision des Maroons est entérinée par Calder et les Rangers ont dix minutes pour trouver un gardien sous peine de perdre le match par forfait. C'est finalement Lester Patrick, entraîneur des Rangers, qui décide d'assurer lui-même le rôle de gardien de but. L'ancien défenseur, âgé de 44 ans, est aidé dans sa tâche par les défenseurs de l'équipe qui installent une zone de sécurité autour de lui. Les Rangers réussissent même à prendre l'avantage par Bill Cook mais Stewart permet aux Maroons de revenir dans le match et provoque la prolongation. Frank Boucher des Rangers inscrit le but de la victoire au bout de sept minutes et Patrick qui a arrêté 17 des 18 lancers adverses est alors porté en triomphe par ses équipiers du soir. Dès le lendemain, l'équipe des Rangers signe un contrat avec Joe Miller, gardien des Americans de New York, qui est autorisé à prendre la place de Chabot dans les buts. Les Rangers perdent un second match lors de la troisième confrontation sur un nouveau un blanchissage mais ils mettent la main sur les deux dernières rencontres de la finale sur la marque de 1-0 puis de 2-1, Boucher inscrivant les trois buts de son équipe. En plus de la Coupe Stanley, ce dernier reçoit le Trophée Lady Byng pour son comportement exemplaire sur la glace.

### Arbre de qualification
|  | Quarts de finale      | Quarts de finale      | Quarts de finale    | Quarts de finale    |                     |                     | Demi-finales       | Demi-finales       | Demi-finales       | Demi-finales       |  |  | Finale                   | Finale                   | Finale                   | Finale                   |
|  |                       |                       |                     |                     |                     |                     |                    |                    |                    |                    |  |  |                          |                          |                          |                          |
|  |                       |                       |                     |                     |                     |                     | 31 mars et 3 avril | 31 mars et 3 avril | 31 mars et 3 avril | 31 mars et 3 avril |  |  | 5, 7, 10, 12 et 14 avril | 5, 7, 10, 12 et 14 avril | 5, 7, 10, 12 et 14 avril | 5, 7, 10, 12 et 14 avril |
|  |                       |                       |                     |                     |                     |                     | 31 mars et 3 avril | 31 mars et 3 avril | 31 mars et 3 avril | 31 mars et 3 avril |  |  | 5, 7, 10, 12 et 14 avril | 5, 7, 10, 12 et 14 avril | 5, 7, 10, 12 et 14 avril | 5, 7, 10, 12 et 14 avril |
|  |                       |                       |                     |                     |                     |                     | 31 mars et 3 avril | 31 mars et 3 avril | 31 mars et 3 avril | 31 mars et 3 avril |  |  | 5, 7, 10, 12 et 14 avril | 5, 7, 10, 12 et 14 avril | 5, 7, 10, 12 et 14 avril | 5, 7, 10, 12 et 14 avril |
|  |                       |                       |                     |                     |                     |                     | 31 mars et 3 avril | 31 mars et 3 avril | 31 mars et 3 avril | 31 mars et 3 avril |  |  | 5, 7, 10, 12 et 14 avril | 5, 7, 10, 12 et 14 avril | 5, 7, 10, 12 et 14 avril | 5, 7, 10, 12 et 14 avril |
|  |                       |                       |                     |                     |                     |                     | 31 mars et 3 avril | 31 mars et 3 avril | 31 mars et 3 avril | 31 mars et 3 avril |  |  | 5, 7, 10, 12 et 14 avril | 5, 7, 10, 12 et 14 avril | 5, 7, 10, 12 et 14 avril | 5, 7, 10, 12 et 14 avril |
|  | Canadiens de Montréal | Canadiens de Montréal | 2                   | 2                   |                     |                     |                    |                    |                    |                    |  |  | 5, 7, 10, 12 et 14 avril | 5, 7, 10, 12 et 14 avril | 5, 7, 10, 12 et 14 avril | 5, 7, 10, 12 et 14 avril |
|  | Canadiens de Montréal | Canadiens de Montréal | 2                   | 2                   | 27 et 29 mars       |                     |                    |                    |                    |                    |  |  | 5, 7, 10, 12 et 14 avril | 5, 7, 10, 12 et 14 avril | 5, 7, 10, 12 et 14 avril | 5, 7, 10, 12 et 14 avril |
|  |                       |                       | Maroons de Montréal | Maroons de Montréal | 3                   | 3                   |                    |                    |                    |                    |  |  | 5, 7, 10, 12 et 14 avril | 5, 7, 10, 12 et 14 avril | 5, 7, 10, 12 et 14 avril | 5, 7, 10, 12 et 14 avril |
|  | Sénateurs d'Ottawa    | Sénateurs d'Ottawa    | Maroons de Montréal | Maroons de Montréal | 3                   | 3                   | 1                  | 1                  |                    |                    |  |  | 5, 7, 10, 12 et 14 avril | 5, 7, 10, 12 et 14 avril | 5, 7, 10, 12 et 14 avril | 5, 7, 10, 12 et 14 avril |
|  | Sénateurs d'Ottawa    | Sénateurs d'Ottawa    | 31 mars et 3 avril  |                     |                     |                     | 1                  | 1                  |                    |                    |  |  | 5, 7, 10, 12 et 14 avril | 5, 7, 10, 12 et 14 avril | 5, 7, 10, 12 et 14 avril | 5, 7, 10, 12 et 14 avril |
|  | Maroons de Montréal   | Maroons de Montréal   | 3                   | 3                   |                     |                     |                    |                    |                    |                    |  |  | 5, 7, 10, 12 et 14 avril | 5, 7, 10, 12 et 14 avril | 5, 7, 10, 12 et 14 avril | 5, 7, 10, 12 et 14 avril |
|  | Maroons de Montréal   | Maroons de Montréal   | 3                   | 3                   | Maroons de Montréal | Maroons de Montréal | 2                  | 2                  |                    |                    |  |  |                          |                          |                          |                          |
|  |                       |                       |                     |                     | Maroons de Montréal | Maroons de Montréal | 2                  | 2                  |                    |                    |  |  |                          |                          |                          |                          |
|  |                       |                       | Rangers de New York | Rangers de New York | 3                   | 3                   |                    |                    |                    |                    |  |  |                          |                          |                          |                          |
|  |                       |                       |                     |                     | 3                   | 3                   |                    |                    |                    |                    |  |  |                          |                          |                          |                          |
|  |                       |                       |                     |                     |                     |                     |                    |                    |                    |                    |  |  |                          |                          |                          |                          |
|  |                       |                       |                     |                     |                     |                     |                    |                    |                    |                    |  |  |                          |                          |                          |                          |
|  | Bruins de Boston      | Bruins de Boston      | 2                   | 2                   |                     |                     |                    |                    |                    |                    |  |  |                          |                          |                          |                          |
|  | Bruins de Boston      | Bruins de Boston      | 2                   | 2                   | 27 et 29 mars       |                     |                    |                    |                    |                    |  |  |                          |                          |                          |                          |
|  |                       |                       | Rangers de New York | Rangers de New York | 5                   | 5                   |                    |                    |                    |                    |  |  |                          |                          |                          |                          |
|  | Rangers de New York   | Rangers de New York   | Rangers de New York | Rangers de New York | 5                   | 5                   | 6                  | 6                  |                    |                    |  |  |                          |                          |                          |                          |
|  | Rangers de New York   | Rangers de New York   |                     |                     |                     |                     |                    | 6                  |                    |                    |  |  |                          |                          |                          |                          |
|  | Pirates de Pittsburgh | Pirates de Pittsburgh | 4                   | 4                   |                     |                     |                    |                    |                    |                    |  |  |                          |                          |                          |                          |
|  | Pirates de Pittsburgh | Pirates de Pittsburgh | 4                   | 4                   |                     |                     |                    |                    |                    |                    |  |  |                          |                          |                          |                          |
|  |                       |                       |                     |                     |                     |                     |                    |                    |                    |                    |  |  |                          |                          |                          |                          |

### Classement des joueurs
| Joueur          | Poste | PJ | B | A | Pts | Pun | Commentaire |
| --------------- | ----- | -- | - | - | --- | --- | ----------- |
| Frank Boucher   | C     | 9  | 7 | 3 | 10  | 2   |             |
| Bill Cook       | AD    | 9  | 2 | 3 | 5   | 26  | Capitaine   |
| Bun Cook        | AG    | 9  | 2 | 1 | 3   | 10  |             |
| Murray Murdoch  | AG    | 9  | 2 | 1 | 3   | 12  |             |
| Ching Johnson   | D     | 9  | 1 | 1 | 2   | 46  |             |
| Taffy Abel      | D     | 9  | 1 | 0 | 1   | 14  |             |
| Alex Gray       | AD    | 9  | 1 | 0 | 1   | 0   |             |
| Paul Thompson   | AG    | 8  | 0 | 0 | 0   | 30  |             |
| Leo Bourgeault  | D     | 9  | 0 | 0 | 0   | 10  |             |
| Billy Boyd      | AD    | 9  | 0 | 0 | 0   | 0   |             |
| Frank Callighen | D     | 9  | 0 | 0 | 0   | 0   |             |

| Joueur         | PJ | V | D | N | Min | BC | BL | M    |
| -------------- | -- | - | - | - | --- | -- | -- | ---- |
| Lorne Chabot   | 6  | 2 | 2 | 1 | 321 | 8  | 1  | 1,50 |
| Joe Miller     | 3  | 2 | 1 | 0 | 180 | 3  | 1  | 1,00 |
| Lester Patrick | 1  | 1 | 0 | 0 | 46  | 1  | 0  | 1,30 |